# Osiny (Częstochowa)
Pour les articles homonymes, voir Osiny.
Osiny est une localité polonaise de la gmina de Kamienica Polska, située dans le powiat de Częstochowa en voïvodie de Silésie.